# Імена в мармурі (фільм)
Імена в мармурі (ест. Nimed marmortahvlil) — естонсько-фінська історична драма режисера Елмо Нюганена з Прійтом Війгемастом, Індреком Саммулом і Хеле Кире у головних ролях. В основу задуму фільму покладено однойменну трилогію, написану Альбертом Ківікасом у 1936 році про війну за незалежність Естонії у 1918–1920 роках та засновану на власному досвіді автора, який у 1918 році залишив навчання в комерційному училищі м. Тарту і добровольцем пішов захищати незалежність Естонії від більшовиків. Прототипами героїв виступили реальні бойові побратими Альберта Ківікаса.
У 2003 році фільм став номінантом «Золотого дельфіна» міжнародного кінофестивалю «Festroia — Troia» (Португалія) та включена Німецьким видавничим домом до переліку «100 найбільш захопливих кінофільмів світу».

## Сюжет
14-місячна історія групи гімназистів, які 31 січня 1919 року взяли участь у легендарному бою за важливий залізничний вузол Валга (відомий як бій за хутір Паю). Це історія про формування свідомості та характеру, почуттів та героїзму молодих людей, які насамперед прагнули сповнити свій обов'язок перед Батьківщиною.
Дія фільму починається у травні 1918 року за часів окупації Естонської республіки Німецькою імперією. В той час як влада знаходиться у процесі приймання рішення про створення Балтійського герцогства, кілька гімназистів комерційного училища м. Тарту пробираються на міську ратушу і встановлюють прапор Естонської республіки. Антс Ахас пропонує своєму молодшому братові, Хенну, зупинити годинника, і здивований натовп на площі бачить, що час ніби зупинився, а під годинником майорить новий прапор.
Після поразки Німеччини в Першій світовій війні Радянський Союз напав на молоду Естонську республіку. Всезагальна мобілізація в країні зазнала нищівного краху. В училищі Кяспер повідомляє учням про те, що інші їхні однолітки вже записалися у добровольці. Всі однокласники, окрім одного, погоджуються піти на фронт. Пізніше того ж дня на площі Хенн випадково натрапляє на вродливу дівчину, яка одразу западає йому в душу. Вдома Хенн отримує листа від свого брата, в якому той повідомляє, що заїде до батьків і радить хлопцю не висовуватися з міста, поки все не заспокоїться.
Наступного ранку Хенн бачить на високому димарі червоний прапор, а згодом ледве втікає від патрулю. Виявляється, естонські війська здали місто без бою. Разом із капітаном естонських військ, начальником батальйону фінських добровольців та вже знайомою дівчиною, Мартою, парубку вдається втекти від Тартуської бригади міліції, яка взяла в руки владу в місті до приходу Червоної Армії. В лісі неподалік від рідного хутору він зустрічає Антса, який повідомляє, що йде на війну, але просить брата не йти на фронт, щоб не засмучувати батьків. Хенн дуже радий бачити Антса, але той відповідає, що в нього немає часу завітати додому.
У січні 1919 року вісім хлопців-гімназистів у складі другого загону добровольців приєднуються до Південного фронту війна за незалежність Естонії. Злякавшись першого бойового завдання, гімназисти ведуть себе безладно. Хенн зізнається, що це він перший почав втікати, після чого друзі домовляються більше ніколи не відступати. Під час огляду батальйону командир загону К'яспер просить начальника батальйону поставити їх на варту. Вночі гімназисти-охоронці успішно витримують атаку ворогів та за допомоги естонських військ, що вчасно підійшли, займають стародавній маєток. Хазяїн маєтку розповідає Хенну, де можна побачити Марту. Парубок поспішає побачитися з нею, і вони проводять ніч, роздивляючись старі фотокартки, після чого засинають в обіймах одне одного.
Вранці Хенн виявляє, що влада навколо перейшла до рук червоних. Хлопця приймають за латиського стрільця, через що він залишається живим. Серед жертв нічного побоїща Хенн бачить Консапа. Захищаючи Марту, Хенн вбиває червоного командира. Рятуючись від погоні, Хенн та Марта намагаються перетнути замерзлу ріку, де наражаються на вогонь зі сторони своїх. Розлучившись на полі боя, Хенн не знає про подальшу долю дівчини.
Наступного ранку Кяспер, повернувшись з розвідувальної вилазки, із радістю повідомляє, що командир батальйону збирає добровольців, що розбіглися по домівках у той час як естонські війська по всьому фронту переходять у наступ на Тарту. Марту бачили живою-здоровою. Залишившись наодинці із Хенном, Кяспер також розповідає, що вночі в лісі невідомими було вбито капітана. Підозрюючи, що в лісі ховаються червоні партизани, командир відчуває, що веде гімназистів на вірну загибель. Під час подальшої перестрілки з латиськими стрільцями гинуть Мільян та Мугур. Коли в тих, хто залишився, майже не залишилося шансів втриматися, на допомогу естонцям встигають фінські добровольці.
Чотирьох юнаків, що залишилися в строю, командир батальйону нагороджує стрічками кольорів естонського прапора та запрошує відвезти їх додому на бронепотязі. Хенн зустрічається із Мартою, яка записалася на фронт медсестрою. Разом всі святкують перемогу, коли бачать, як до санітарного вагону заносять пораненого в бою Кохлапуу, який із самого початку виступав проти будь-яких військових дій. Тяегер віддає йому свою стрічку, і хлопці разом співають бойову патріотичну пісню у той час, як потяг рушає.
Але на залізничному полотні на потяг чекає засідка. Серед червоних бійців Хенн зустрічає свого брата. Від пострілів рушниць та кулеметів гинуть Мартінсон, Тяегер та К'яспер. Антс теж серед вбитих у сутичці. У санітарному вагоні поруч із Кохлапуу після перемоги, що далася великою ціною, залишаються лише Хенн із Мартою.
Наприкінці фільму учні училища Тарту повертаються до своїх звичних занять. Один із молодших учнів заходить до порожньої класної кімнати, на дошці в якій досі написані прізвища загиблих гімназистів — тих, що пішли до останнього, щоб захистити свою Батьківщину у визвольній війні, яка закінчилась 1920 році утворенням суверенної Естонської республіки, яка проіснувала до 1940 року, коли її без жодного пострілу знов окупував Радянський Союз.

## У головних ролях
| У ролях         |  | Персонаж                         |
| --------------- |  | -------------------------------- |
| Прійт Війгемаст |  | Хенн Ахас                        |
| Індрек Саммул   |  | Антс Ахас                        |
| Хеле Кире       |  | Марта                            |
| Ало Кирве       |  | Кяспер                           |
| Отт Аардам      |  | Кохлапуу                         |
| Кароль Кунтсел  |  | Мартінсон                        |
| Анті Рейнтал    |  | Тяегер                           |
| Отт Сепп        |  | Мугур                            |
| Март Тооме      |  | Мільян                           |
| Арго Адлі       |  | Консап                           |
| Берт Раудсеп    |  | Кяемер                           |
| Ян Тятте        |  | Капітан (Оскар Еллер)            |
| Ханнес Кальюярв |  | начальник міліції                |
| Пітер Францен   |  | Суло А. Калліо (фінський офіцер) |
| Гуідо Кангур    |  | дядько Карл                      |
| Мартін Вейнманн |  | Комбат (Карл Ейнбуд)             |